# Traité de Kaunas

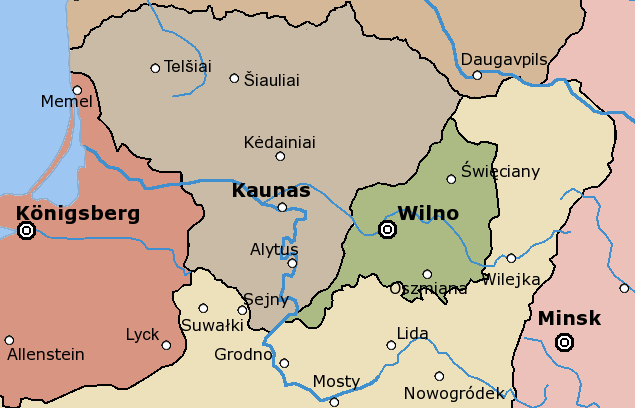
Carte des territoires concernés par le Traité de Kaunas.

Le traité de Kaunas est un armistice signé à la suite des négociations polono-lituaniennes du 27 au 29 novembre 1920. Il complète le traité de Suwalki et met un terme à la guerre polono-lituanienne.
L'offensive centro-lituanienne sur Kaunas a été stoppée le 27 novembre sous pression internationale, y compris de la Pologne. L'armée du général Żeligowski était alors parvenue à 50 km environ de Kaunas, mais n'a pu donner l'assaut final sur la ville.
Les pourparlers polono-lituaniens eurent lieu sous la supervision d'une commission de la Société des Nations.
À la suite des pourparlers du 29 novembre, un accord a été conclu, prévoyant :
- la fin des hostilités entre la Lituanie et la Lituanie centrale le 30 novembre ;
- l'échange des prisonniers de guerre ;
- la création d'une bande neutre entre la Pologne et la Lituanie sous contrôle de la Société des Nations.

L'accord, rédigé en français, a été enregistré le 1er mars 1922 au secrétariat de la Société des Nations conformément aux prescriptions de l'article 8 du traité de Versailles .
La Société des Nations a également entrepris de reprendre les travaux, suspendus, visant à aboutir à un plébiscite dans la région de Vilnius ; à cet effet, des pourparlers polono-lituaniens ont eu lieu à Varsovie en décembre de cette même année.